# Acrocercops zebrulella
Acrocercops zebrulella är en fjärilsart som beskrevs av Forbes 1931. Acrocercops zebrulella ingår i släktet Acrocercops och familjen styltmalar.
Artens utbredningsområde är Puerto Rico. Inga underarter finns listade i Catalogue of Life.